# Shait Tessera
La Shait Tessera è una struttura geologica della superficie di Venere.